# 自衛隊鹿児島地方協力本部
自衛隊鹿児島地方協力本部（じえいたいかごしまちほうきょうりょくほんぶ、Kagoshima Provincial Cooperation Office）は、鹿児島県鹿児島市東郡元町4番1号鹿児島第2地方合同庁舎1階に所在する、自衛隊地方協力本部のひとつ。
陸・海・空自衛隊共同の機関だが、通常は陸上自衛隊の西部方面総監の指揮監督下にある。管轄する地域における防衛省・自衛隊の総合窓口として鹿児島県管内で活動する。

## 沿革
- 1954年（昭和29年）7月5日 - 陸上自衛隊の機関として陸上自衛隊鹿児島地方連絡部が編成[2]。
- 1956年（昭和31年）8月1日 - 自衛隊法施行令の一部改正により地方連絡部が陸海空自衛隊の共同機関となり、自衛隊鹿児島地方連絡部に改編[3]
- 2006年（平成18年）7月31日 - 自衛隊鹿児島地方協力本部に改編
- 2009年（平成21年）9月 - 管内の募集所長（1等陸尉）による個人情報売却事案が発覚。

## 出先機関
- 鹿児島募集案内所（鹿児島市武一丁目10番15号）
- 薩摩川内出張所（薩摩川内市鳥追町5番1号）
- 国分地域事務所（霧島市国分中央六丁目1番1号）
- 鹿屋地域事務所 （鹿屋市西原四丁目5番1号）
- 大隅地域事務所（曽於市大隅町岩川6491番地2号）
- 奄美大島駐在員事務所（奄美市名瀬永田町17番3号）
- 種子島駐在員事務所（西之表市西之表16314番地6号）
- 徳之島駐在員事務所（大島郡徳之島町亀津553番1号）
- 知覧分駐所（南九州市知覧町郡6204番地）

## 主要幹部
| 官職名                     | 階級    | 氏名     | 補職発令日     | 前職                   |
| -------------------------- | ------- | -------- | -------------- | ---------------------- |
| 自衛隊鹿児島地方協力本部長 | 1等海佐 | 川畑信一 | 2025年04月25日 | 舞鶴地方総監部管理部長 |

| 代 | 氏名                   | 在職期間               | 出身校・期              | 前職                                            | 後職                                                   |
| -- | ---------------------- | ---------------------- | ----------------------- | ----------------------------------------------- | ------------------------------------------------------ |
| 01 | 一水 伝 （1等陸佐）    | 1954.7.5 - 1955.11.15  | 中央大学 昭和9年卒      | 保安隊普通科学校附                              | 第17普通科連隊長 兼 小月駐とん地司令                   |
| 02 | 岡野寛次 （2等陸佐）   | 1955.11.16 - 1956.7.31 | 早稲田大学 昭和8年卒    | 海田市駐とん地業務隊長                          | 国分駐とん地業務隊長                                   |
| 03 | 折田善次               | 1956.8.1 - 1958.1.4    | 海兵59期                | 佐世保基地警防隊司令 →1956.7.16 佐世保補充部附  | 第2練習隊司令                                          |
| 04 | 金栗省吾 （1等陸佐）   | 1958.1.5 - 1959.7.31   | 京都帝国大学 昭和11年卒 | 福岡駐とん地業務隊長心得                        | 西部方面総監部付 →1960.1.14 西部方面総監部募集課長     |
| 05 | 萩原行友               | 1959.8.1 - 1961.12.15  | 海機43期                | 大湊地方総監部総務部長                          | 舞鶴教育隊司令                                         |
| 06 | 外山三郎               | 1961.12.16 - 1963.7.31 | 海兵66期                | 海上自衛隊幹部学校勤務 →1962.1.1 1等海佐昇任    | 海上自衛隊第1術科学校研究部長                          |
| 07 | 宗 重彦 （1等陸佐）    | 1963.8.1 - 1965.7.15   | 早稲田大学 昭和15年卒   | 自衛隊大分地方連絡部長 →1964.1.1 1等陸佐昇任    | 第7普通科連隊長 兼 福知山駐とん地司令                  |
| 08 | 新川 龍 （1等陸佐）    | 1965.7.16 - 1967.3.15  | 京都帝国大学 昭和15年卒 | 陸上自衛隊九州地区補給処副処長                  | 自衛隊鹿児島地方連絡部付 →1967.4.21 停年退官           |
| 09 | 此元志津範 （1等陸佐） | 1967.3.16 - 1969.3.16  | 陸士54期                | 防衛大学校教官 →1967.7.1 1等陸佐昇任            | 陸上自衛隊業務学校人事教育課長                         |
| 10 | 久木田真之助           | 1969.3.17 - 1972.2.15  | 明治大学・ 予学3期      | 佐世保地方総監部経理補給部長                    | 佐世保地方総監部付 →1972.5.15 臨時勝連施設管理隊長     |
| 11 | 森園千治               | 1972.2.16 - 1974.3.15  | 海兵73期                | 鹿屋航空基地隊司令                              | 大村航空隊司令                                         |
| 12 | 中釜清光               | 1974.3.16 - 1976.8.1   | 海兵75期                | 海上幕僚監部防衛部教育第1課 教材第1班長         | 第32護衛隊司令                                         |
| 13 | 志岐叡彦               | 1976.8.2 - 1978.1.31   | 海兵75期                | 佐世保警備隊司令                                | 舞鶴地方総監部幕僚長                                   |
| 14 | 土岐勝彦               | 1978.2.1 - 1980.3.16   | 水産講習所・ 2期幹候    | 海上幕僚監部防衛部運用課運用班長                | 教育航空集団司令部幕僚長                               |
| 15 | 田崎洋一               | 1980.3.17 - 1982.3.16  | 海保大2期・ 6期幹候     | 海上幕僚監部防衛部防衛課編成班長                | 大村航空隊司令                                         |
| 16 | 柄崎節夫               | 1982.3.16 - 1984.7.31  | 東京水産大・ 4期幹候    | 海上幕僚監部防衛部                              | 航空集団司令部付 →1984.12.3 第51航空隊司令             |
| 17 | 新元 力                | 1984.8.1 - 1986.7.31   | 鹿児島大学・ 6期幹候    | 呉地方総監部付                                  | 海上自衛隊幹部学校研究部員                             |
| 18 | 平川俊郎               | 1986.8.1 - 1988.7.31   | 防大5期                 | 第4航空隊司令                                   | 下総航空基地隊司令                                     |
| 19 | 大畑 進 （1等陸佐）    | 1988.8.1 - 1990.3.15   | 防大4期                 | 陸上幕僚監部装備部需品課長                      | 陸上自衛隊需品補給処副処長                             |
| 20 | 高橋義洋 （1等陸佐）   | 1990.3.16 - 1992.3.31  | 防大9期                 | 第3特科群長 兼 湯布院駐屯地司令                 | 統合幕僚会議事務局第1幕僚室 総務運営調整官 兼 総務班長 |
| 21 | 吉原征義               | 1992.4.1 - 1994.3.31   | 防大11期                | 海上幕僚監部防衛部分析室長                      | 教育航空集団司令部幕僚長                               |
| 22 | 坪屋成壮               | 1994.4.1 - 1996.3.24   | 防大10期                | 海上自衛隊潜水医学実験隊副長 兼 教育訓練部長    | 統合幕僚学校主任教官                                   |
| 23 | 小森谷義男             | 1996.3.25 - 1998.8.2   | 防大12期                | 第36護衛隊司令                                  | 第1掃海隊群司令                                        |
| 24 | 中塚久雄               | 1998.8.3 - 2000.6.29   | 防大18期                | 第2護衛隊司令                                   | 自衛艦隊司令部後方主任幕僚                             |
| 25 | 森 哲郎                | 2000.6.30 - 2002.7.31  | 防大17期                | 第21航空群司令部首席幕僚                        | 防衛大学校教授                                         |
| 26 | 乳井三治               | 2002.8.1 - 2004.8.1    | 防大20期                | 海上幕僚監部防衛部防衛課分析室長                | 潜水艦教育訓練隊司令                                   |
| 27 | 福本 出                | 2004.8.2 - 2006.8.3    | 防大23期                | 海上幕僚監部防衛部防衛課分析室長                | 掃海隊群司令部幕僚長                                   |
| 28 | 佐藤俊也               | 2006.8.4 - 2008.7.31   | 防大27期                | 第2潜水隊司令                                   | 潜水艦隊司令部訓練幕僚                                 |
| 29 | 村上良宏               | 2008.8.1 - 2010.8.1    | 防大29期                | 第3航空隊司令                                   | 海上幕僚監部装備部装備需品課勤務                       |
| 30 | 福永賢太郎             | 2010.8.2 - 2012.3.22   | 防大29期                | 統合幕僚学校教育課教務班長                      | 佐世保地方総監部管理部勤務                             |
| 31 | 内野 誠                | 2012.3.23 - 2014.3.25  | 福岡大学・ 36期幹候     | 第5整備補給隊司令                               | 海上自衛隊航空補給処勤務                               |
| 32 | 深谷克郎               | 2014.3.26 - 2016.3.24  | 広島大学・ 37期幹候     | 第1潜水隊司令                                   | 舞鶴教育隊司令                                         |
| 33 | 敷嶋 章                | 2016.3.25 - 2018.3.29  | 防大32期                | 第61航空隊司令                                  | 海上自衛隊幹部学校運用教育研究部 図演装置運用課長      |
| 34 | 髙岩俊弘               | 2018.3.30 - 2020.4.23  | 防大36期                | 大湊地方総監部管理部長                          | 掃海隊群司令部勤務                                     |
| 35 | 赤岩英明               | 2020.4.24 - 2022.3.27  | 防大40期                | 第3航空隊司令                                   | 第1航空群司令部首席幕僚                                |
| 36 | 稲崎精一郎             | 2022.3.28 - 2023.7.31  | 防大36期                | 海上幕僚監部人事教育部人事計画課 人事計画調整官 | 徳島教育航空群司令                                     |
| 37 | 松浦幸一               | 2023.8.1 - 2025.4.24   | 防大35期                | 航空プログラム開発隊司令                        | 呉教育隊司令                                           |
| 38 | 川畑信一               | 2025.4.25 -            |                         | 舞鶴地方総監部管理部長                          |                                                        |